# ملحمة

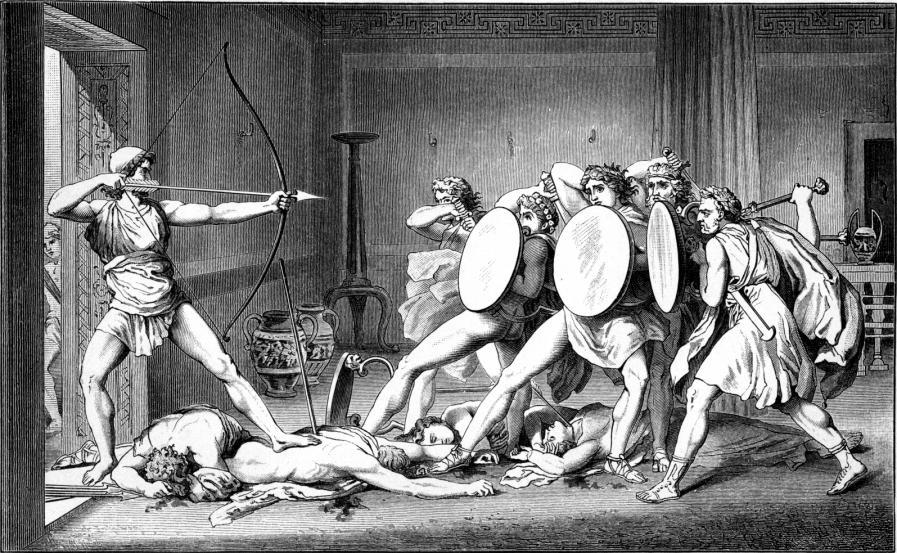
مذبحة المتنافسين على يد أوديسيوس حلقة من الأوديسة لهوميروس

الملحمة هي قصة شعرية طويلة مليئة بالأحداث غالباً ما تقص حكايات شعب من الشعوب في بداية تاريخه وتقص عن تحرك جماعات بأكملها وبنائها للأمة والمجتمع.
الملحمة حكاية بطولية تخبر عن حركة جماعات أو حركة الشعوب وحركة القبائل وهي نموذج إنساني يُحتذى به، يفعل بحياته وسلوكه ما يمكن أن يطمح المرء لتحقيقه. قد تحتوي الملحمة على أساطير قد تدخل الأسطورة في نسيج الملحمة ولكن لا تتداخل الملحمة مع الأسطورة فالملحمة شيء والأسطورة شيء آخر حيث أن الفرق الجوهري بين الأسطورة والملحمة هو أن أبطال الأسطورة من الآلهة أما أبطال الملحمة فهم من البشر.
يعبر مصطلح: «ملحمة» عن أعمال عسكرية كبرى ويعبر أيضا عن الأدب الذي يضم هذا النوع الأدبي. فنذكر مثلاٌ «ملحمة نابليون» التي تحتفي وتخلد أعمال نابليون بونابارت العسكرية وتجعل منها أسطورة. 
هناك أيضا قصائد طويلة مثل «أفانجيلاين» لهنري لونجفيلو و«الكوميديا الإلهية» لدانتي أليغييري مصنفة كملاحم رغم عدم تطابقها كلياٌ مع الخصائص التقليدية المتعارف عليها لهذا النوع الأدبي. من نفس هذا المنطلق، نستطيع تصنيف العديد من النصوص والروايات على شاكلة قصة غنجي كنصوص ملحمية بسبب الأبعاد التأسيسية وأهميتهم الكبرى في ثقافة شعب ما.

## خصائص الملحمة
تعتمد الملحمة بشكل أساسي على التقليد الشفهي، فتنتقل عبر الأجيال عن طريق المنشدين المتنقلين والأطباء الشعبيين (Witch doctor) ورواة القصص والشعراء القبليين والشعراء الغنائيين المتنقلين. كانت تقال أو ترتل على نغمة رتيبة وأحياناٌ تغنى. في البداية تأتي كتابة هذه الملاحم عن طريق الكتابة من المستمعين لما يقوله المنشد وأحيانا تأتي من مصادر أخرى فتصبح الملحمة نوعا أدبيا قائما بذاته، لكن تبقى الملحمة فناٌ يستعمل الطرق القائمة على التقليد الشفهي رغم كتابته. نستطيع إذن أن نفرق بين الملاحم الابتدائية أي الشعبية والملاحم الثانوية أي الأدبية.
برغم اتخاذ مواضيعها من التاريخ إلا اننا نستطيع تفريق الملحمة باهتمام الكاتب بخلق عمل مرتبط بأحداث منطقية أو محتملة الحدوث وليس أحداث وحقائق تاريخية مثلما يعمل المؤرخ. فعلاقة الملحمة بالحقائق التاريخية تبقى إذن متغيرة بشكل كبير لدرجة ان القصيدة الملحمية تتضمن احيانا كثيرة بعدا مبهجا وسحريا فينتقل من التاريخ إلى الاسطورة ومن الاسطورة إلى التاريخ.
يسمح الشاعر باستخدام العديد من الأشياء الغير حقيقية ويستخدم ايضاً الصور البلاغية وبالأخص المبالغة لأن القصيدة الملحمية يكون هدفها الأساسى هو مدح شعب أو بطل وطنى فيتغاضى الشاعر عن بعض العيوب وو الحقائق التاريخية والحربية والفكرية لكى يظهر الممدوح في صورة مثالية تصلح لتكوين الملحمة. هذا التزيين للمدوح يعطى للعمل المزيد من الحياة ويكون الطابع الشعرى له.  ترتكز القصيدة الملحمية على ضمير الغائب وتساهم في الوظيفة المرجعية للقصيدة أي أنها ترسم عالما وأحداثا  بينما أن القصيدة الغنائية ترتكز على مشاعر وعواطف ال«أنا» والالقصيدة الدرامية ترتكز على الحوار وال«أنت» فلا يجب على الشاعر وضع نفسه في الأمام أو الظهور في الصورة بل إن عليه الاختفاء القصة والشخصيات الموجودة في القصيدة.
قال هيغل الذي تكلم عن «إنجيل الشعب» أن الملحمة تملك بعداٌ تأسيسياٌ قوياٌ وتحكي «حلقة متصلة بالعالم الكامل ابلد أو لفترة من الزمن» فتكون«الأسس الحقيقية للوعي». ولهذا تدور أحداثها على «أرض مفتوحة للمعارك بين جميع البلدان».
في كل أوروبا، كانت الملاحم تكتب ويبحث عنها ويكتشف الكثير منها فتحكي عن أساطير جديدة أو قديمة أو مواد أو نصوص. نستطيع أن نذكر منها على سبيل المثال دون خوان لجورج غوردون بايرون و«هرمان آند دروثيا» ليوهان فولفغانغ فون غوته وإعادة اكتشاف أغنية «نيبيلنجن» وإنتاج الملحمة الوطنية الفنلندية كاليفالا فضلا عن العديد من المشاريع الكبرى للرواية مثل الملهاة الإنسانية لبلزاك والحرب والسلم لتولستوي.

## الملاحم
- الإلياذة
- الأوديسة لهوميروس
- الفردوس المفقود، لجون ملتون
- الشاهنامه، لفردوسي
- المهابهاراتا الهندية
- أغنية السيد الإسبانية
- كاليفالا الفلندية
- قصة الهائيكي اليابانية
- نشيد نبيلونك الألمانية
- بيولف الإنجليزية
- الكوميديا الإلهية، لدانتي
- الانياذة الرومانية
- شاعرية أدا الاسكندفاية
- نشيد رولاند الفرنسية
- دون كيخوت، لثيربانتس
- ملحمة جلجامش السومرية
- مم زين الكوردية
- ملعبة الكفيف الزرهوني المغربية
- أساطير نارت الشركسية القوقازية
- ملحمة الملك جسار المغولية
- الفارس ذو جلد النمر الجورجية
- ملحمة عنترة بن شداد
- تغريبة بني هلال
- سيف بن ذي يزن
- ديجينيس أكريتاس
- منطق الطير
- إلياذة الجزائر، مفدي زكرياء